# Bashkim Fino
Bashkim Fino, född 12 oktober 1962 i Gjirokastër i Albanien, död 29 mars 2021 i Tirana, var en albansk politiker.